# Liste des ascensions du Tour de France 2025
Pour un article plus général, voir Tour de France 2025.
La liste des ascensions du Tour de France 2025 répertorie les cols et côtes empruntés par les coureurs lors de la 112e édition de la course cycliste par étape du Tour de France.

## Présentation
Un total de 68 ascensions sont répertoriées pour l'édition 2025 : 9 classées hors catégorie, 4 de première catégorie, 13 de deuxième, 16 de troisième et 26 de quatrième.
Le point culminant est atteint au col de la Loze (massif de la Vanoise dans les Alpes et le département de la Savoie), lors de la 18e étape, à 2 303 m d'altitude. Le col du Galibier n'étant pas au programme de cette édition, le Souvenir Henri-Desgrange y est décerné.
Le Souvenir Jacques-Goddet est décerné au premier coureur franchissant le col du Tourmalet (dans les Pyrénées et le département des Hautes-Pyrénées), lors de la 14e étape, à 2 115 m d'altitude.

## Dotation

### Par points
Le classement de la montagne est établi en fonction du barème suivant suivant les différentes catégories d'ascension :
- Hors catégorie : 20, 15, 12, 10, 8, 6, 4 et 2 points pour les huit premiers coureurs classés ;
- 1re catégorie : 10, 8, 6, 4, 2 et 1 point pour les 6 premiers coureurs classés ;
- 2e catégorie : 5, 3, 2 et 1 point pour les 4 premiers coureurs classés ;
- 3e catégorie : 2 et 1 point pour les 2 premiers coureurs classés ;
- 4e catégorie : 1 point pour le premier coureur classé.

### Financière
Les huit premiers coureurs classés au classement du grand prix de la montagne reçoivent une récompense financière, avec, du premier au huitième : 25 000 €, 15 000 €, 10 000 €, 4 000 €, 3 500 €, 3 000 €, 2 500 €, 2 000 €.

## Liste
| Ascension                                            | Cat. | Subdivision / Pays            | Massif montagneux                           | Alt.    | Étape | Coureur en tête au sommet   |
| ---------------------------------------------------- | ---- | ----------------------------- | ------------------------------------------- | ------- | ----- | --------------------------- |
| Côte de Notre-Dame-de-Lorette                        | 4e   | Pas-de-Calais                 | Collines de l'Artois                        | 165 m   | 1re   | Benjamin Thomas             |
| Mont Cassel (1)                                      | 4e   | Nord                          | Mont des Flandres                           | 144 m   | 1re   | Benjamin Thomas             |
| Mont Noir                                            | 4e   | Nord                          | Monts des Flandres                          | 143 m   | 1re   | Jonas Vingegaard            |
| Côte de Cavron-Saint-Martin                          | 4e   | Pas-de-Calais                 | Collines de l'Artois                        | 104 m   | 2e    | Andreas Leknessund          |
| Côte du Haut-Pichot                                  | 3e   | Pas-de-Calais                 | Boutonnière du boulonnais                   | 179 m   | 2e    | Tim Wellens                 |
| Côte de Saint-Étienne-au-Mont                        | 3e   | Pas-de-Calais                 | Boutonnière du boulonnais                   | 111 m   | 2e    | Tadej Pogačar               |
| Côte d'Outreau                                       | 4e   | Pas-de-Calais                 | Boutonnière du boulonnais                   | 86 m    | 2e    | Kévin Vauquelin             |
| Mont Cassel (2)                                      | 4e   | Nord                          | Mont des Flandres                           | 144 m   | 3e    | Tim Wellens                 |
| Côte Jacques-Anquetil                                | 4e   | Seine-Maritime                | Boucles de la Seine                         | 149 m   | 4e    | Kasper Asgreen              |
| Côte de Belbeuf                                      | 3e   | Seine-Maritime                | Boucles de la Seine                         | 136 m   | 4e    | Lenny Martinez              |
| Côte de Bonsecours Stèle Jean Robic                  | 4e   | Seine-Maritime                | Boucles de la Seine                         | 135 m   | 4e    | Anders Johannessen          |
| Côte de la Grand'Mare                                | 4e   | Seine-Maritime                | Boucles de la Seine                         | 124 m   | 4e    | Tim Wellens                 |
| Rampe Saint-Hilaire                                  | 3e   | Seine-Maritime                | Boucles de la Seine                         | 131 m   | 4e    | Tadej Pogačar               |
| Côte du Mont Pinçon                                  | 3e   | Calvados                      | Massif armoricain (Suisse normande)         | 353 m   | 6e    | Quinn Simmons               |
| Côte de la Rançonnière                               | 3e   | Calvados                      | Massif armoricain (Suisse normande)         | 216 m   | 6e    | Tim Wellens                 |
| Côte de Mortain - Cote 314                           | 3e   | Manche                        | Massif armoricain (Suisse normande)         | 310 m   | 6e    | Eddie Dunbar                |
| Côte de Juvigny-le-Tertre                            | 3e   | Manche                        | Massif armoricain (Suisse normande)         | 270 m   | 6e    | Michael Storer              |
| Côte de Saint-Michel-de-Montjoie                     | 3e   | Manche                        | Massif armoricain (Suisse normande)         | 331 m   | 6e    | Ben Healy                   |
| Côte de Vaudry                                       | 4e   | Calvados                      | Massif armoricain (Suisse normande)         | 225 m   | 6e    | Ben Healy                   |
| Côte du village de Mûr-de-Bretagne                   | 4e   | Côtes-d'Armor                 | Massif armoricain                           | 182 m   | 7e    | Ewen Costiou                |
| Mûr-de-Bretagne - Guerlédan (1)                      | 3e   | Côtes-d'Armor                 | Massif armoricain                           | 293 m   | 7e    | Ewen Costiou                |
| Mûr-de-Bretagne - Guerlédan (2)                      | 3e   | Côtes-d'Armor                 | Massif armoricain                           | 293 m   | 7e    | Tadej Pogačar               |
| Côte de Nuillé-sur-Vicoin                            | 4e   | Mayenne                       |                                             | 96 m    | 8e    | Mathieu Burgaudeau          |
| Côte de Loubeyrat                                    | 2e   | Puy-de-Dôme                   | Massif central (chaîne des Puys)            | 707 m   | 10e   | Lenny Martinez              |
| Côte de La Baraque                                   | 2e   | Puy-de-Dôme                   | Massif central (chaîne des Puys)            | 788 m   | 10e   | Lenny Martinez              |
| Côte de Charade                                      | 2e   | Puy-de-Dôme                   | Massif central (chaîne des Puys)            | 850 m   | 10e   | Lenny Martinez              |
| Côte de Berzet                                       | 2e   | Puy-de-Dôme                   | Massif central (chaîne des Puys)            | 818 m   | 10e   | Lenny Martinez              |
| Col de Guéry                                         | 2e   | Puy-de-Dôme                   | Massif central (monts Dore)                 | 1 268 m | 10e   | Lenny Martinez              |
| Col de la Croix-Morand                               | 3e   | Puy-de-Dôme                   | Massif central (monts Dore)                 | 1 401 m | 10e   | Ben Healy                   |
| Col de la Croix Saint-Robert                         | 2e   | Puy-de-Dôme                   | Massif central (monts Dore)                 | 1 451 m | 10e   | Ben Healy                   |
| Le Mont-Dore - Puy de Sancy                          | 2e   | Puy-de-Dôme                   | Massif central (monts Dore)                 | 1 324 m | 10e   | Simon Yates                 |
| Côte de Castelnau-d'Estrétefonds                     | 4e   | Haute-Garonne                 |                                             | 218 m   | 11e   | Jonas Abrahamsen            |
| Côte de Montgiscard                                  | 4e   | Haute-Garonne                 | Lauragais                                   | 282 m   | 11e   | Fred Wright                 |
| Côte de Corronsac                                    | 4e   | Haute-Garonne                 | Lauragais                                   | 267 m   | 11e   | Fred Wright                 |
| Côte de Vieille-Toulouse                             | 4e   | Haute-Garonne                 | Lauragais                                   | 257 m   | 11e   | Jonas Abrahamsen            |
| Côte de Pech-David                                   | 3e   | Haute-Garonne                 | Lauragais                                   | 249 m   | 11e   | Jonas Abrahamsen            |
| Côte de Labatmale                                    | 4e   | Pyrénées-Atlantiques          | Pyrénées (piémont)                          | 470 m   | 12e   | Fred Wright                 |
| Col du Soulor                                        | 1re  | Hautes-Pyrénées               | Pyrénées (massif du Granquet)               | 1 474 m | 12e   | Michael Woods               |
| Col des Bordères                                     | 2e   | Hautes-Pyrénées               | Pyrénées (massif du Pic-du-Midi-d'Arrens)   | 1 156 m | 12e   | Bruno Armirail              |
| Hautacam                                             | HC   | Hautes-Pyrénées               | Pyrénées (massif du Montaigu)               | 1 520 m | 12e   | Tadej Pogačar               |
| Peyragudes                                           | 1re  | Hautes-Pyrénées               | Pyrénées (massif de Perdiguère)             | 1 580 m | 13e   | Tadej Pogačar               |
| Col du Tourmalet Souvenir Jacques-Goddet             | HC   | Hautes-Pyrénées               | Pyrénées (massif du Pic-du-Midi-de-Bigorre) | 2 115 m | 14e   | Lenny Martinez              |
| Col d'Aspin                                          | 2e   | Hautes-Pyrénées               | Pyrénées (massif de l'Arbizon)              | 1 489 m | 14e   | Lenny Martinez              |
| Col de Peyresourde                                   | 1re  | Hautes-Pyrénées/Haute-Garonne | Pyrénées (massif de la Barousse)            | 1 569 m | 14e   | Thymen Arensman             |
| Luchon-Superbagnères                                 | HC   | Haute-Garonne                 | Pyrénées (massif de Perdiguère)             | 1 804 m | 14e   | Thymen Arensman             |
| Côte de Saint-Ferréol                                | 3e   | Haute-Garonne                 | Massif central (montagne Noire)             | 350 m   | 15e   | Alexey Lutsenko             |
| Côte de Sorèze                                       | 3e   | Tarn                          | Massif central (montagne Noire)             | 702 m   | 15e   | Alexey Lutsenko             |
| Pas du Sant                                          | 2e   | Tarn                          | Massif central (montagne Noire)             | 610 m   | 15e   | Michael Storer              |
| Mont Ventoux                                         | HC   | Vaucluse                      | Alpes (Monts de Vaucluse)                   | 1 910 m | 16e   | Valentin Paret-Peintre      |
| Col du Pertuis                                       | 4e   | Drôme                         | Alpes (massif du Diois)                     | 632 m   | 17e   | Jonas Abrahamsen            |
| Col de Tartaiguille                                  | 4e   | Drôme                         | Alpes (massif du Diois)                     | 406 m   | 17e   | Vincenzo Albanese           |
| Col du Glandon                                       | HC   | Savoie                        | Alpes (Belledonne/Arves)                    | 1 924 m | 18e   | Lenny Martinez              |
| Col de la Madeleine                                  | HC   | Savoie                        | Alpes (Vanoise/Lauzière)                    | 2 000 m | 18e   | Jonas Vingegaard            |
| Courchevel - Col de la Loze Souvenir Henri-Desgrange | HC   | Savoie                        | Alpes (massif de la Vanoise)                | 2 304 m | 18e   | Ben O'Connor                |
| Côte d'Héry-sur-Ugine                                | 2e   | Savoie                        | Alpes (chaîne des Aravis)                   | 1 004 m | 19e   | Étape déviée - Non franchi, |
| Col des Saisies                                      | 1re  | Savoie                        | Alpes (massif du Beaufortain)               | 1 650 m | 19e   | Étape déviée - Non franchi, |
| Col du Pré                                           | HC   | Savoie                        | Alpes (massif du Beaufortain)               | 1 748 m | 19e   | Lenny Martinez              |
| Cormet de Roselend                                   | 2e   | Savoie                        | Alpes (massif du Beaufortain)               | 1 968 m | 19e   | Lenny Martinez              |
| La Plagne                                            | HC   | Savoie                        | Alpes (massif de la Vanoise)                | 2 052 m | 19e   | Thymen Arensman             |
| Col de la Croix de la Serra                          | 3e   | Jura                          | Jura                                        | 1 049 m | 20e   | Louis Barré                 |
| Côte de Valfin                                       | 4e   | Jura                          | Jura                                        | 667 m   | 20e   | Tim Wellens                 |
| Côte de Thésy                                        | 2e   | Jura                          | Jura                                        | 685 m   | 20e   | Harry Sweeny                |
| Côte de Longeville                                   | 4e   | Doubs                         | Jura                                        | 825 m   | 20e   | Romain Grégoire             |
| Côte de Bazemont                                     | 4e   | Yvelines                      |                                             | 160 m   | 21e   | Mattéo Vercher              |
| Côte du Pavé des Gardes                              | 4e   | Hauts-de-Seine                |                                             | 180 m   | 21e   | Pavel Sivakov               |
| Côte de la Butte Montmartre (1)                      | 4e   | Paris                         |                                             | 128 m   | 21e   | Tadej Pogačar               |
| Côte de la Butte Montmartre (2)                      | 4e   | Paris                         |                                             | 128 m   | 21e   | Tadej Pogačar               |
| Côte de la Butte Montmartre (3)                      | 4e   | Paris                         |                                             | 128 m   | 21e   | Wout van Aert               |

## Classement final du Grand prix de la montagne

Les trois premiers du classement sur la course en 2025
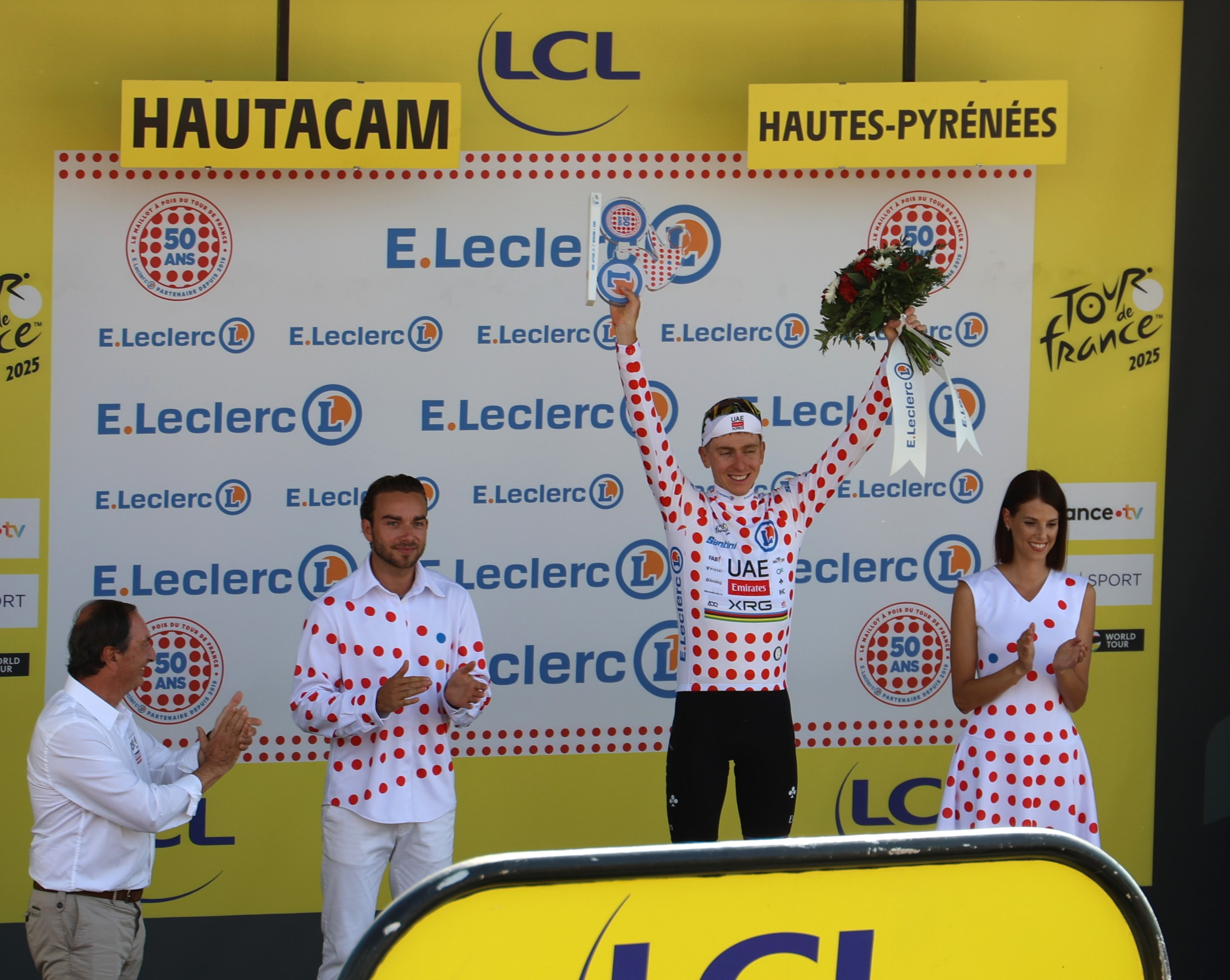
1. Tadej Pogačar
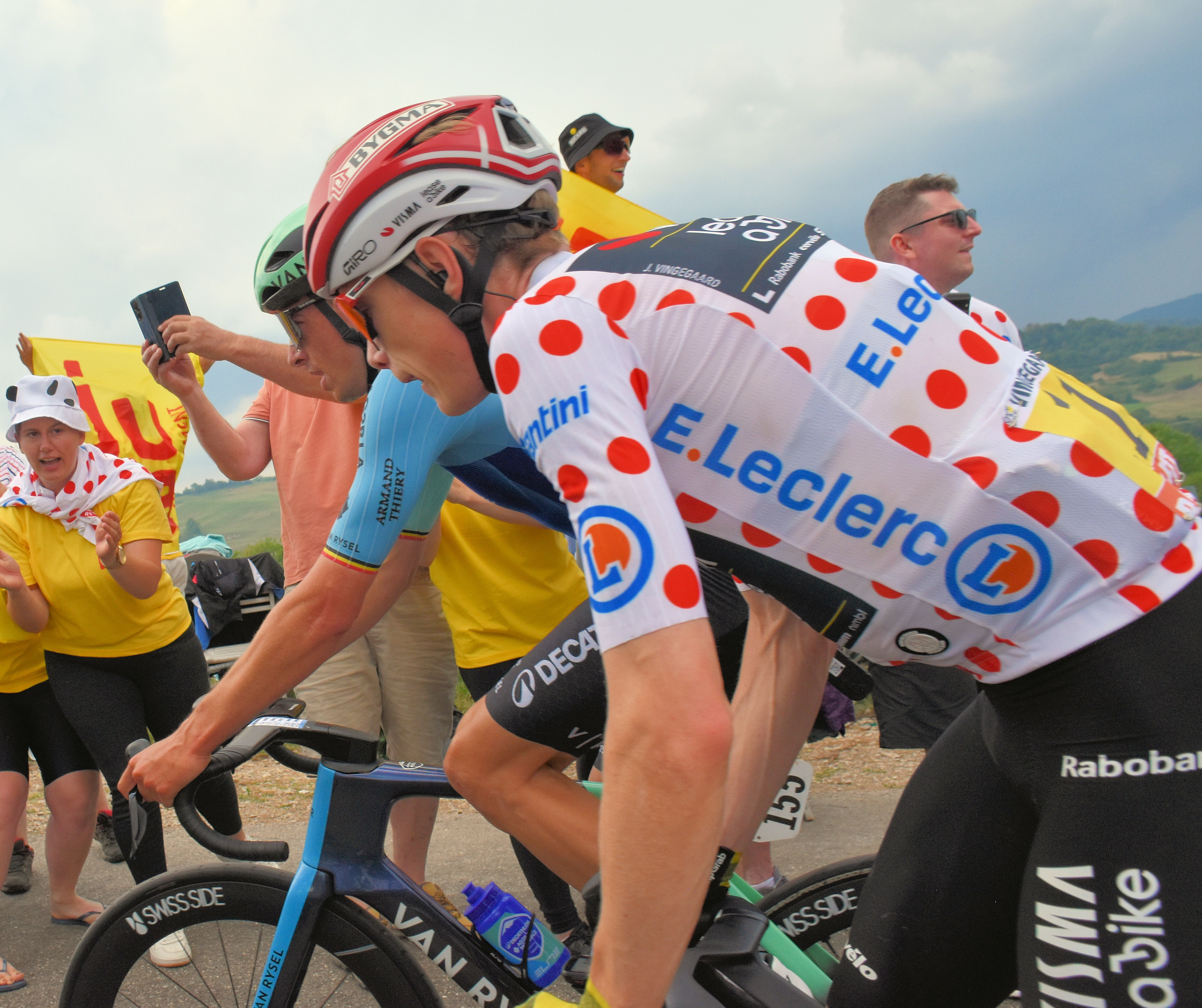
2. Jonas Vingegaard
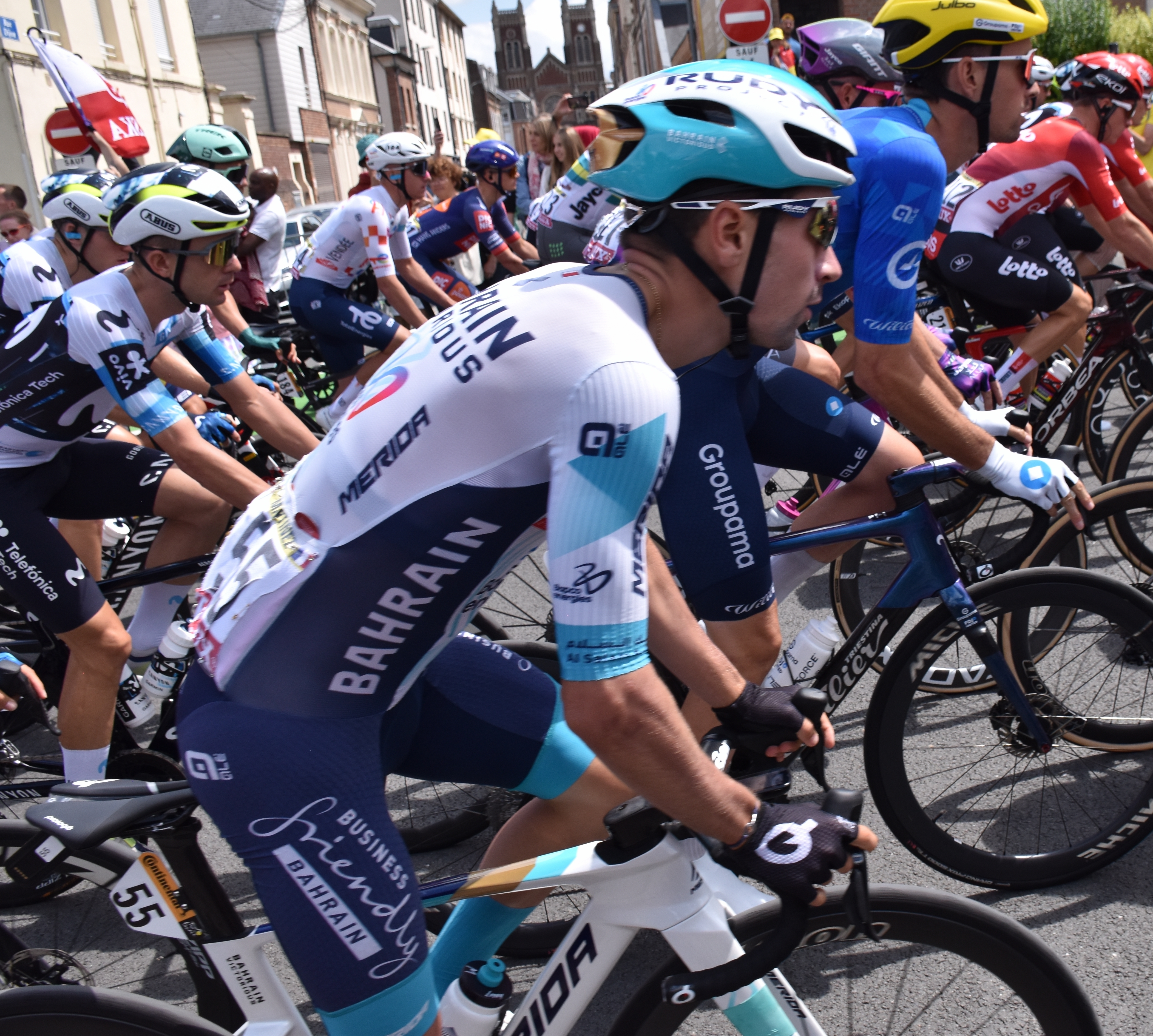
3. Lenny Martinez

| Classement du meilleur grimpeur | Classement du meilleur grimpeur | Classement du meilleur grimpeur | Classement du meilleur grimpeur | Classement du meilleur grimpeur |
| ------------------------------- | ------------------------------- | ------------------------------- | ------------------------------- | ------------------------------- |
|                                 | Coureur                         | Pays                            | Équipe                          | Point(s)                        |
| 1er                             | Tadej Pogačar                   | Slovénie                        | UAE Emirates XRG                | 119 points                      |
| 2e                              | Jonas Vingegaard                | Danemark                        | Visma-Lease a Bike              | 104 pts                         |
| 3e                              | Lenny Martinez                  | France                          | Bahrain Victorious              | 97 pts                          |
| 4e                              | Thymen Arensman                 | Pays-Bas                        | Ineos Grenadiers                | 85 pts                          |
| 5e                              | Ben O'Connor                    | Australie                       | Jayco AlUla                     | 51 pts                          |
| 6e                              | Valentin Paret-Peintre          | France                          | Soudal Quick-Step               | 51 pts                          |
| 7e                              | Felix Gall                      | Autriche                        | Decathlon-AG2R La Mondiale      | 46 pts                          |
| 8e                              | Primož Roglič                   | Slovénie                        | Red Bull-Bora-Hansgrohe         | 43 pts                          |
| 9e                              | Oscar Onley                     | Royaume-Uni                     | Picnic-PostNL                   | 42 pts                          |
| 10e                             | Michael Woods                   | Canada                          | Israel-Premier Tech             | 38 pts                          |
| modifier                        |                                 |                                 |                                 |                                 |